# Cistothorus meridae
Carriça-de-mérida ou corruíra-de-mérida (Cistothorus meridae) é uma espécie de ave da família Troglodytidae.
É endémica de Venezuela.
Os seus habitats naturais são: campos rupestres subtropicais ou tropicais.